# Главица (Велика Кладуша)
Главица је насељено мјесто у Општини Велика Кладуша, Унско-сански кантон, ФБиХ.

## Географија
Главица се налази у Општини Велика Кладуша, близу је насеља Мала Кладуша. Припада мјесној заједници Мала Кладуша у којој има 3 члана. Налази се на надморској висини од 155 метара. Од Велике Кладуше је ваздушном линијом удаљена око 4.780 метара (4,78 километара).

## Демографија
| Националност | 1991. | 1981. | 1971. |
| Муслимани    | 1.237 | 874   | 874   |
| Срби         | 2     | 1     | 0     |
| Хрвати       | 0     | 0     | 15    |
| Југословени  | 1     | 161   | 1     |
| остали       | 26    | 3     | 0     |
| Укупно       | 1.266 | 1.039 | 890   |